# The Woman You Love
"The Woman You Love" är en R&B-låt framförd av den amerikanska sångerskan Ashanti, skriven av henne själv och Trevor Smith Jr samt komponerad av Jerry Wonda och Shama "Sak Pase" Joseph till Ashantis femte studioalbum Braveheart (2012).
I "The Woman You Love" sjunger Ashanti om hur hon på alla sätt försökt vara den perfekta kvinnan för sin älskare, vilket inte räckt till för att hålla ihop deras relation. I refrängen sjunger sångerskan; "Trying to see/Trying to find/Trying to be/The woman you love/I've tried everything/But it just don't seem like it's enough". Midtempo-låten är kraftigt influerad av 1990-talshiphop och har ett pulserande backdrop. Rapparen Busta Rhymes är gästartist på spåret vilket ansågs öka låtens 'street'-känsla. "The Woman You Love" gavs ut som den ledande singeln från sångerskans skiva den 13 december 2011. Detta betydde Ashantis första singelrelease sedan "Body on Me" år 2008 och även sångerskans första utgivning som fristående artist via hennes eget skivbolag Written Entertainment. Ashanti gjorde sitt första liveframträdande med låten den 13 februari 2012 på Good Morning America där hon även framförde en tribut till Whitney Houston och sjöng "I Have Nothing". Sångerskans singel debuterade på en 59:e plats på USA:s R&B-lista Hot R&B/Hip-Hop Songs men misslyckades att klättra högre på listan. "The Woman You Love" tog sig aldrig in på Billboard Hot 100 vilket blir en avsevärt sämre kommersiell prestation och kan jämföras med sångerskans stora kommersiella framgångar för tio år sedan (2002) när hon hade flera topp tio-hits samtidigt på den singellistan. Vid utgivningen fick låten positiv kritik av musikrecensenter som uppskattade Ashantis val att inte följa danspop-trenden.
Musikvideon för singeln hade premiär på BET:s 106 & Park den 13 mars 2012. Videon utspelar sig på ett rymdskepp.

## Format och innehållsförteckningar
- Digital nedladdning

1. "The Woman You Love" - 3:15

## Topplistor
| Chart (2012)                                | Peak position |
| ------------------------------------------- | ------------- |
| Amerikanska Billboard Hot R&B/Hip-Hop Songs | 59            |